# Eduard von Toll
Le baron Eduard Gustav von Toll (en russe : Эдуард Васильевич Толль, Edouard Vassilievitch Toll ; né le 14 mars 1858 à Reval - mort en 1902) est un géologue et explorateur germano-balte, sujet de l'Empire russe qui explora l'Arctique russe. Il est issu d'une famille noble d'origine allemande de la Baltique et il est souvent désigné dans les écrits sous l'appellation de baron von Toll ou Edouard v. Toll.

## Biographie

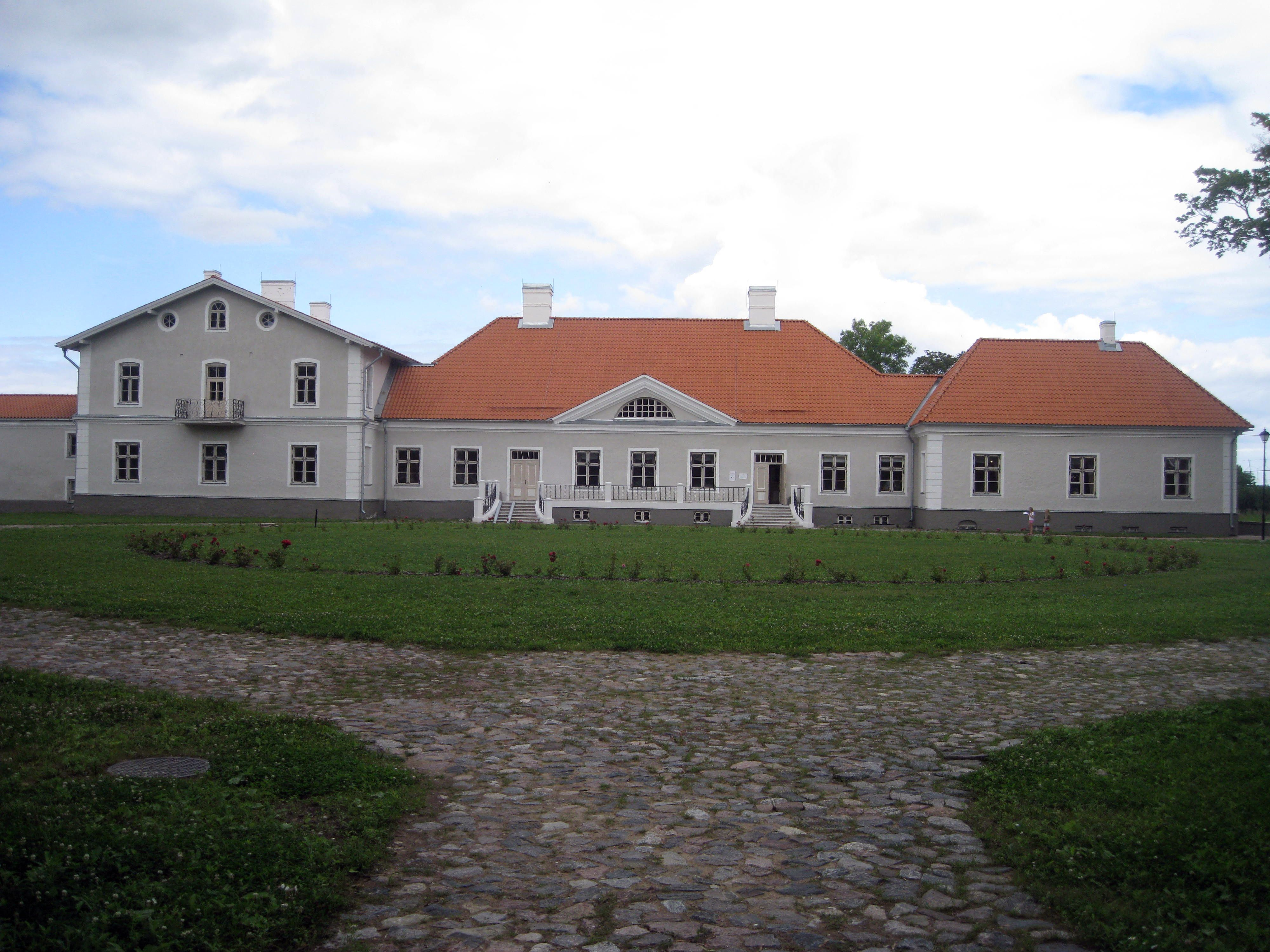
Vue du manoir de Kuckers.

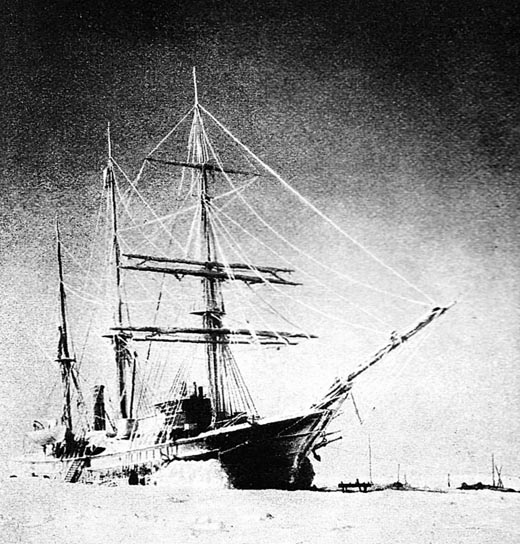
Le schooner Zaria en 1910.

Edouard von Toll est le fils du baron Arndt Wilhelm Gustav von Toll (1800-1863) et de son épouse, née Auguste Marie Aquiland (1831-1912). Dans le cadre des études qu'il suit à l'université de Dorpat, Toll entreprend une expédition en Méditerranée et en Afrique du Nord. Il y étudie la faune, la flore et la géologie de l'Algérie et des Baléares.
Après avoir terminé sa thèse de zoologie en 1882, Toll participe à une expédition polaire organisée par l'Académie des sciences de Russie et menée par Alexander von Bunge (1885-86). Cette expédition l'emmène aux Îles de Nouvelle-Sibérie. Au cours de cette expédition il explore la Grande île Liakhov, l'Île Kotelny et la côte ouest de l'île de Nouvelle-Sibérie. Durant l'expédition, en 1886, Toll croit apercevoir des terres inconnues au nord de Kotelny. Il est persuadé qu'il s'agit de la Terre de Sannikov, une île aperçue par Iakov Sannikov et Matveï Gedenstrom en 1808-1810 et dont l'existence n'avait jamais pu être prouvée.
En 1893, l'Académie des Sciences de Russie charge Toll de conduire une expédition dans le nord de la Iakoutie. Là-bas il explore le cours inférieur de la Léna et du Khatanga. Toll est le premier scientifique, qui cartographie le plateau situé entre les rivières Anabar et Popigai ainsi qu'une chaîne de montagnes située entre les rivières Oleniok et Anabar, qui portait le nom de l'explorateur russe Vassili Prontchichtchev. Il effectue également des études géologiques des bassins des rivières Iana, Kolyma et Indiguirka. En un an l'expédition couvre 25 000 km dont 4 200 km sur les rivières, tout en réalisant des études géodésiques. En raison des difficultés de l'expédition et de la somme de travail réalisée, l'Académie des Sciences de Russie décerne à Toll la grande médaille d'argent de N.M. Projevalski.
Ensuite Toll se tourne à nouveau vers le nord et reprend ses expéditions vers les îles de Nouvelle-Sibérie. Il y réalise des études paléontologiques et découvre les restes de mammouths datant de la période glaciaire.
En 1899, Toll prend part à l'expédition du Spitzberg de Stepan Makarov à bord du brise-glace Yermak.
En 1900, il repart avec Friedrich Seeberg, sur le schooner Zaria dans les eaux arctiques. Le but de l'expédition est de prouver l'existence de la Terre de Sannikov ». Durant l'hivernage sur la péninsule de Taïmyr et sur la côte ouest de Kotelny, Toll se livre à des études hydrographiques, géographiques et géologiques.
L'expédition est contrainte d'hiverner une deuxième année à cause des mauvaises conditions météorologiques. Toll se rend alors jusqu'à l'île Bennett en kayak et traîneau avec trois autres membres de l'expédition. Lorsque le Zaria tente d'atteindre l'île Bennett pour évacuer Toll et ses compagnons, il sera incapable de l'atteindre à cause de la glace. Apparemment, faute de secours, Toll décida de mettre le cap vers le sud pour rallier le continent avec ses compagnons. Les traces des quatre hommes se perdent alors. Une expédition de sauvetage, conduite par Alexandre Koltchak, ne put retrouver que les journaux de bord et les collections scientifiques de l'expédition du Zaria, qui permirent de reconstituer les circonstances de la disparition de Toll et de ses compagnons.
On a donné le nom de Toll à une montagne de Nouvelle-Zemble et de l'île Bennett, ainsi qu'à une baie de la péninsule de Taïmyr et à un cap de l'île Tsirkoul (Циркуль). Un plateau sur l'île Kotelny porte également son nom.
Dans certains domaines, comme celui de la paléontologie, de la géologie et de la botanique, de nombreux spécimens de faune et de flore reçurent un nom inspiré de celui du baron Edouard von Toll, comme la foraminifère Dendrophyra tolli (Awerinzew, 1911).
Le baron Toll était un expert de la paléontologie de la Sibérie. Les propos suivants de l'académicien russe V.A. Obrouchev sont bien connus : « On peut rencontrer le nom d'Edouard V. Toll dans tous nos ouvrages de géographie physique comme le fondateur de la théorie de la formation de la glace fossile – une théorie qui est devenue un classique ».